# 鹿児島県立種子島中央高等学校
鹿児島県立種子島中央高等学校（かごしまけんりつたねがしまちゅうおうこうとうがっこう）は、鹿児島県熊毛郡中種子町野間にある同県立の高等学校である。
2008年4月に鹿児島県立中種子高等学校と鹿児島県立南種子高等学校を統合する形で開校した。

## 概要
鹿児島県の公立高等学校の見直しにより、鹿児島県立中種子高等学校と鹿児島県立南種子高等学校を統合する形で開校した。中種子高校と南種子高校は2010年3月に閉校した。
種子島中央高校開校前から中種子高校に南種子地区から通学者がいたこと、中種子地区は南種子地区より過疎化が進んでいないことから、種子島中央高校の校舎は中種子高校の校舎を引き続き使用する。
通学手段として、単車（オートバイ）による通学が認められており、ホンダ・スーパーカブが主流である。このことからスーパーカブ発売60周年にあたる2018年（平成30年）には、ホンダ・スーパーカブの製造元である本田技研工業がスーパーカブのユーザーである種子島中央高校の卒業生対する祝福メッセージを卒業式の当日に南日本新聞朝刊の全面広告に掲載した。また、「ありがとう、種子島。」と題し、種子島中央高校の生徒と本田技研工業、ロックバンドであるクリープハイプがタイアップしたミュージックビデオが制作された。
略称は種子島の中では「中央」、それ以外は「種子島中央」または「種中」と呼ばれている。なお、鹿児島県内で「中央」と付く高校は当校以外に5校（鹿児島中央、薩摩中央、国分中央、出水中央、鹿屋中央）ある。

## 沿革
- 2007年（平成19年）4月 「開校準備室」を設置。
- 2007年（平成19年）8月 学校名が「鹿児島県立種子島中央高等学校」に正式決定。
- 2008年（平成20年）4月1日 中種子高等学校敷地内に種子島中央高等学校が開校。
- 2010年（平成22年）3月31日 中種子高等学校閉校。
- 2012年（平成24年）10月11日 本校が主要な舞台となったアニメーション「ROBOTICS;NOTES」がフジテレビ系で全国放映開始（鹿児島県では10月13日から）。放映に先立ち、9月29日本校体育館において、制作関係者を交えての第一話先行上映が行われた[5]。

## 設置学科
- 普通科 : 3学級
  - 文理コース : 2学級
普通教科の基礎・基本の定着を図り、4年制国立・公立・大学校等への進路希望の実現を目指すためのコース。
  - 教養福祉コース : 1学級
普通教科の基礎・基本の定着を図るとともに、福祉科目等の選択履修を通して、基本的な知識を学び、進学・就職の多様な進路希望の実現を目指すためのコース。
- 情報処理科 : 1学級
情報処理等に関する基礎的・基本的な知識と技術を習得し、ビジネスの諸活動を主体的・合理的に行う態度を身に付け、専門性を生かした進学・就職の多様な進路希望の実現を図る学科。